# Field Day Sports at Ft. Riley, Kansas
Field Day Sports at Ft. Riley, Kansas è un cortometraggio muto del 1911. Il nome del regista non viene riportato nei credit del documentario prodotto dalla Champion Film Company di Mark M. Dintenfass.

## Produzione
Il film fu prodotto dalla Champion Film Company, una compagnia indipendente che Dintenfass aveva fondato nel 1909, stabilendone gli studi a Fort Lee, nel New Jersey. Il documentario fu girato nel Kansas, a Fort Riley e nei Pawnee Flats, la zona intorno a Pawnee, una città fantasma che era stata la prima capitale ufficiale nel 1855 del Territorio del Kansas.

## Distribuzione
Distribuito dalla Motion Picture Distributors and Sales Company, il documentario - un cortometraggio di una bobina - uscì nelle sale cinematografiche USA il 30 novembre 1911.